# Jussi Raatikainen
Juho (Jussi) Raatikainen, född 12 oktober 1898 i Kivijärvi, död 13 september 1978 i Nurmijärvi, var en finländsk tidningsman och politiker. Han var far till Erkki Raatikainen. 
Raatikainen var tidningen Työn Voimas redaktionssekreterare i Jyväskylä 1929–1933, Kansan Voimas chefredaktör i Sordavala 1933–1939 och anställd vid Karelska förbundet i Helsingfors från 1941. Han var ledamot av Finlands riksdag för socialdemokraterna 1936–1950 och andre lantbruksminister samt andre inrikesminister 1948–1950. Han åtalades i riksrätten 1952 och dömdes följande år till böter och skadestånd i samband med en förskingringsaffär.